# Diabetická nefropatie
Diabetická nefropatie je chronické onemocnění ledvin, které je způsobeno vlivem dlouhodobě zvýšené glykemie (hyperglykemie) při diabetu. Onemocnění spočívá v morfologické změně ledvinových glomerulů a může vést k poklesu funkce ledvin nebo i jejich selhání.
Zpravidla se diabetická nefropatie projevuje těmito klinickými projevy:
- přítomnost albuminu v moči (mikroalbuminurie, obvykle nad 300 mg/24 hod)
- přítomnost bílkoviny v moči (proteinurie)
- vysoký krevní tlak (hypertenze)
- pokles funkce ledvin

Léčba diabetické nefropatie je složitá, avšak průběh lze zpomalit dobrou kompenzací diabetu, absencí dlouhodobé hyperglykemie a snížením krevního tlaku.
Při významném omezení funkce ledvin je využívána dialýza, volbou v pokročilém stádiu je transplantaci ledvin.